# Álex González Arancibia
Álex Daniel González Arancibia (Panquehue, V Región de Valparaíso, Chile, 2 de febrero de 1992) es un futbolista chileno. Juega de mediocampista .

## Trayectoria
Oriundo de Panquehue se inició en las inferiores de Santiago Wanderers donde siendo parte de la sub-16 dio el gran salto al primer equipo de la mano de Jorge Aravena con tan solo dieciséis años siendo una de las grandes novedades del 2008. Jugó pocos partidos durante aquel año participando en un solo partido al año siguiente, después de eso se mantuvo en las series inferiores del Decano. Para el año 2011 tras no haber regresado en mucho tiempo al primer equipo es subido de forma definitiva a este.
Para el año 2013 y con una nula continuidad que tuvo en su equipo el año 2012 no es considerado para el torneo de transición por el técnico Ivo Basay partiendo a mediados de aquel año a Deportes Limache. En Limache toma las riendas del equipo como "10", llevando al club recién creado a ganar el Torneo de Clausura 2013 lo que le valdría el ascenso a su club, anotando además, nueve goles durante los tres meses que permanece en el club. Finalizado su préstamo regresa a Santiago Wanderers donde no puede ser inscrito en un comienzo pero es considerado para la Copa Chile 2014/15 donde redebutaría por el club porteño siendo parte del plantel para la Temporada 2014/15 donde no tendría muchos minutos por lo cual no continuaría para el siguiente torneo.

## Selección nacional
Participó junto a su compañero en aquel momento, Piero Gárate, en el Campeonato Sudamericano Sub-15 de 2007 donde participó en seis partidos anotando un gol quedando su equipo en cuarto lugar. 
También jugó en el Campeonato Sudamericano Sub-17 de 2009 que se realizó en Iquique, Chile, en el cual convirtió dos goles, uno contra el seleccionado uruguayo y otro contra el seleccionado argentino quedando como goleador del equipo, pero su equipo no superaría la primera fase.

## Clubes
| Club                | País  | Año       |
| ------------------- | ----- | --------- |
| Santiago Wanderers  | Chile | 2008-2013 |
| Deportes Limache    | Chile | 2013      |
| Santiago Wanderers  | Chile | 2014-2015 |
| Deportes Santa Cruz | Chile | 2015-2016 |

## Palmarés

### Campeonatos nacionales
| Título             | Club             | País  | Año    |
| ------------------ | ---------------- | ----- | ------ |
| Tercera División B | Deportes Limache | Chile | 2013-C |